# William Eggleston
William Eggleston (* 27. Juli 1939 in Memphis, Tennessee) ist ein US-amerikanischer Fotograf. Er gilt als Wegbereiter der künstlerischen Farbfotografie.

## Leben und Werk
William Eggleston, der einer wohlhabenden Südstaaten-Familie entstammt, wuchs auf einer Baumwollplantage (Mayfair) seiner Familie nahe Sumner in Mississippi auf und begann bereits mit zehn Jahren mit dem Fotografieren. Während seines Studiums an der Vanderbilt University und der University of Mississippi setzte er sich intensiv mit der Fotografie auseinander. Ab Ende der 1950er Jahre arbeitete er als freier Fotograf in den Südstaaten und in Washington, D.C. Nachhaltig beeindruckt haben ihn im Jahr 1959 Ausstellungen von Schwarz-weiß-Fotografien von Henri Cartier-Bresson (The Decisive Moment), Robert Frank und Walker Evans (American Photographs). Ab 1965 experimentierte er mit Farbfotos und benutzte Dia-Filme, 1967 wechselte er zu Farbnegativen.
Eggleston lernte in New York führende Fotografen seiner Zeit wie Diane Arbus, Lee Friedlander und Garry Winogrand kennen und begegnete 1967 John Szarkowski, den damaligen Kurator der Fotografie-Abteilung des Museum of Modern Art. 1976 richtete Szarkowski ihm eine Einzelausstellung in dem New Yorker Museum aus. Die Ausstellung Photographs by William Eggleston begründete seinen Ruhm und zählt bis heute zu den Meilensteinen der Fotografie – so auch der gleichzeitig erschienene, inzwischen als Reprint erhältliche William Eggleston's Guide. Obwohl die Ausstellung von der Kritik missverstanden wurde (die New York Times bezeichnete sie als die „meistgehasste Schau des Jahres“), sollte sie Geschichte schreiben und den Beginn der modernen Farbfotografie markieren. Seitdem gilt William Eggleston als „Vater der Farbfotografie“ – nicht wegen seiner technischen, sondern seiner künstlerischen Innovation.
Er wandte sich früh schlichten, nicht bildwürdig geltenden Motiven zu, vergleichbar mit dem Maler Edward Hopper. Die Abzüge ließ er im kommerziellen Dye-Transfer-Verfahren herstellen, das bis dahin nur für Zeitschriften und Werbeanzeigen genutzt wurde. Ein Beispiel ist das Bild der roten Zimmerdecke Greenwood, Mississippi (1973), das für spätere Fotografen stilprägend wurde. Die Farbgebung wirkt aufgeputscht, der Blickwinkel aus der Froschperspektive unkonventionell, wie ein Schnappschuss. Die Lampe ist nur eine Fassung für eine nackte Glühbirne, zu der aber drei weiße Kabel führen – das irritierende Detail. Die Anordnung der Kabel und Raumkanten bewirkt eine ausgewogene Bildkomposition.
Mit der Einführung der Farbe als selbstverständliche Wahrnehmungsbedingung beeinflusste er die internationale zeitgenössische Fotografie entscheidend: Juergen Teller, Andreas Gursky, Sofia Coppola und David Lynch beziehen sich auf ihn.
In den folgenden Jahren unternahm Eggleston zahlreiche Reisen ins Ausland (u. a. England, Spanien, Jamaika, Kenia, Südafrika, China) und er erhielt Aufträge zur Dokumentation von Industriegebieten und Verwaltungsgebäuden. Für einen Touristenführer fotografierte Eggleston 1983 Graceland, das letzte Refugium von Elvis Presley. Er musste jedoch, entgegen seiner Gewohnheit, in beengten Verhältnissen arbeiten und künstliches Licht einsetzen. Der Führer mit den Bildern wurde auch nur kurze Zeit angeboten; im Jahr darauf publizierte Eggleston dann eine eigene Auswahl mit elf Fotografien.
1973 drehte er, mit einer Portapak-Kamera, in Memphis und in New Orleans. Der Dokumentarfilm Stranded in Canton wurde 2005 beim Toronto International Film Festival in Kombination mit Michael Almereydas Dokumentation über William Eggleston gezeigt.
Eggleston wurde vielfach ausgezeichnet. Fotografien von ihm sind im Besitz vieler internationaler Museen und Sammlungen. Seine 1976 veröffentlichte Auswahl William Eggleston's Guide bezeichnet er 2007 als seinen wichtigsten Band, in dem auch biografische Bezüge enthalten sind.

## Ausstellungen (Auswahl)
- 1975: Carpenter Center, Harvard-Universität, Cambridge, USA
- 1976: Museum of Modern Art, New York, USA, „Photographs by William Eggleston“
- 1979: Volkshochschule Berlin
- 1983: Victoria and Albert Museum, London, Großbritannien
- 1984: Memphis Brooks Museum of Art, USA
- 1989: New Orleans Museum of Art, USA
- 1992: Louisiana Museum of Modern Art, Humlebæk, Dänemark
- 1998: Westfälischer Kunstverein, Münster
- 2003: Museum Ludwig, Köln
- 2004: San Francisco Museum of Modern Art, USA
- 2005: Albertina, Wien, Österreich
- 2008: Whitney Museum of American Art, New York, „Democratic Camera, Photographs and Video (1958-2008)“
- 2009: Haus der Kunst, München, „Democratic Camera, Photographs and Video (1961-2008)“
- 2009: Fondation Cartier, Paris, „Paris“ (Fotografien und Zeichnungen)
- 2013/2014: Tate Gallery of Modern Art, London[2]
- 2016: National Portrait Gallery, London, Großbritannien
- 2017: Foam Fotografiemuseum, Amsterdam, Niederlande[3]
- 2023: C/O Berlin, Berlin, Deutschland[4]

## Bücher (Fotobände, Auswahl)
- 1976: William Eggleston, William Eggleston's Guide
- 1989: William Eggleston, The Democratic Forest
- 1990: Willie Morris, William Eggleston, Faulkner's Mississippi
- 1992: Eggleston
- 1994: William Eggleston, Horses & Dogs
- 1995: William Eggleston, It came from Memphis
- 1999: William Eggleston, 2 1/4
- 2003: William Eggleston, Los Alamos
- 2008: William Eggleston, Spirit of Dunkerque
- William Eggleston. Stranded in Canton. David Zwirner Books, 2008, ISBN 978-1-931885-71-3.
- Chromes. Steidl, Göttingen 2011, ISBN 978-3-86930-311-6.
- At Zenith. Steidl, Göttingen 2013, ISBN 978-3-86930-710-7.
- From Black & White to Color. Steidl, Göttingen 2014, ISBN 978-3-86930-793-0.
- The Democratic Forest. Selected Works. Steidl, Göttingen 2016, ISBN 978-3-95829-256-7.
- Election Eve. Steidl, Göttingen 2017, ISBN 978-3-95829-266-6.
- Flowers. Steidl, Göttingen 2019, ISBN 978-3-95829-389-2.
- Teller, Juergen und Harmony Korine: William Eggleston 414. Steidl, Göttingen 2020, ISBN 978-3-95829-763-0.
- The Outlands. Steidl, Göttingen 2021, ISBN 978-3-95829-265-9.

## Auszeichnungen (Auswahl)
- 1974: Guggenheim-Stipendium
- 1975: National Endowment for the Arts Photographer's Fellowship
- 1978: National Endowment for the Arts Photographer's Fellowship
- 1989: Master Photographers of 1960–1979 Award, Photographic Society of Japan
- 1996: University of Memphis Distinguished Achievement Award
- 1998: Internationaler Preis für Fotografie, Hasselblad-Stiftung, Göteborg, Schweden
- 2003: Gold Medal for Photography, National Arts Club
- 2004: Getty Images Lifetime Achievement Award, International Center of Photography Infinity Awards
- 2009: Mitglied der American Academy of Arts and Sciences
- 2013: Sony World Photography Award

## Film
- Michael Almereyda, Regie: William Eggleston in the Real World. Filmporträt, USA, 2005 (englisch)
- Vincent Gérard und Cédric Laty, Regie: By the ways. A Journey with William Eggleston, Dokumentarfilm, Frankreich 2007
- Reiner Holzemer, Regie: William Eggleston, Fotograf. Dokumentarfilm, Deutschland, USA, 2008, 26 Min.

## Bibliographie
- Gunilla Knape (Hrsg.): William Eggleston – The Hasselblad Award 1998. Scalo Verlag, Zürich. 128 Seiten mit 61 Farbabbildungen